# Henri Durand (rugby)
Pour les articles homonymes, voir Henri Durand et Durand.
Pas d'image ? Cliquez ici

a Compétitions nationales et continentales officielles uniquement.

b Matchs officiels uniquement.
Henri Durand, né le 28 mars 1915 à Béziers et mort le 3 janvier 1988 à Nîmes, est un joueur français de rugby à XV et international français de rugby à XIII, évoluant au poste de deuxième ligne ou talonneur.
Formé au rugby à XV à Béziers, il change de code de rugby en mars 1936 à 20 ans pour rejoindre Villeneuve-sur-Lot en rugby à XIII avant la guerre. Après la guerre, il rejoint Marseille puis le Celtic de Paris. Ses belles prestations en club l'amènent en équipe de France avec laquelle il remporte la Coupe d'Europe des nations en 1939 et 1949. Il est avec Maurice Brunetaud et Henri Gibert le seul treiziste à avoir connu la sélection avant et après la guerre.

## Palmarès
- Collectif[1] :
  - Vainqueur de la Coupe d'Europe des nations : 1939 et 1949 (France).
  - Vainqueur du Championnat de France : 1949 (Marseille).
  - Vainqueur du Coupe de France : 1937 (Villeneuve), 1948  et 1949 (Marseille).
  - Finaliste du Championnat de France : 1938 et 1939 (Villeneuve) et 1950 (Marseille).
  - Finaliste du Coupe de France : 1936 et 1938 (Villeneuve).

### Détails en sélection
| Matchs internationaux d'Henri Durand | Matchs internationaux d'Henri Durand | Matchs internationaux d'Henri Durand | Matchs internationaux d'Henri Durand | Matchs internationaux d'Henri Durand | Matchs internationaux d'Henri Durand | Matchs internationaux d'Henri Durand | Matchs internationaux d'Henri Durand | Matchs internationaux d'Henri Durand | Matchs internationaux d'Henri Durand | Matchs internationaux d'Henri Durand | Matchs internationaux d'Henri Durand |
|                                      | Date                                 | Adversaire                           | Résultat                             | Compétition                          | Poste                                | Points                               | Essais                               | Pen.                                 | Drops                                |                                      |                                      |
| ------------------------------------ | ------------------------------------ | ------------------------------------ | ------------------------------------ | ------------------------------------ | ------------------------------------ | ------------------------------------ | ------------------------------------ | ------------------------------------ | ------------------------------------ | ------------------------------------ | ------------------------------------ |
| sous les couleurs de la France       |                                      |                                      |                                      |                                      |                                      |                                      |                                      |                                      |                                      |                                      |                                      |
| 1                                    | 1er novembre 1937                    | Empire Britannique                   | 0-15                                 | Test match                           | Talonneur                            | -                                    | -                                    | -                                    | -                                    |                                      |                                      |
| 2                                    | 2 janvier 1938                       | Australie                            | 6-35                                 | Test match                           | Talonneur                            | 3                                    | 1                                    | -                                    | -                                    |                                      |                                      |
| 3                                    | 16 janvier 1938                      | Australie                            | 11-16                                | Test match                           | Talonneur                            | -                                    | -                                    | -                                    | -                                    |                                      |                                      |
| 4                                    | 20 mars 1938                         | Angleterre                           | 15-17                                | Coupe d'Europe                       | Talonneur                            | -                                    | -                                    | -                                    | -                                    |                                      |                                      |
| 5                                    | 2 avril 1938                         | Pays de Galles                       | 2-18                                 | Coupe d'Europe                       | Talonneur                            | -                                    | -                                    | -                                    | -                                    |                                      |                                      |
| 6                                    | 25 février 1939                      | Angleterre                           | 12-9                                 | Coupe d'Europe                       | Talonneur                            | -                                    | -                                    | -                                    | -                                    |                                      |                                      |
| 7                                    | 16 avril 1939                        | Pays de Galles                       | 16-10                                | Coupe d'Europe                       | Talonneur                            | -                                    | -                                    | -                                    | -                                    |                                      |                                      |
| 8                                    | 23 février 1946                      | Angleterre                           | 6-16                                 | Coupe d'Europe                       | Talonneur                            | -                                    | -                                    | -                                    | -                                    |                                      |                                      |
| 9                                    | 23 novembre 1947                     | Pays de Galles                       | 29-21                                | Coupe d'Europe                       | Talonneur                            | -                                    | -                                    | -                                    | -                                    |                                      |                                      |
| 10                                   | 28 décembre 1947                     | Nouvelle-Zélande                     | 7-11                                 | Test match                           | Talonneur                            | -                                    | -                                    | -                                    | -                                    |                                      |                                      |
| 11                                   | 25 janvier 1948                      | Nouvelle-Zélande                     | 25-7                                 | Test match                           | Talonneur                            | -                                    | -                                    | -                                    | -                                    |                                      |                                      |
| 12                                   | 20 mars 1948                         | Pays de Galles                       | 20-12                                | Coupe d'Europe                       | Talonneur                            | -                                    | -                                    | -                                    | -                                    |                                      |                                      |
| 13                                   | 23 octobre 1948                      | Pays de Galles                       | 12-9                                 | Coupe d'Europe                       | Talonneur                            | -                                    | -                                    | -                                    | -                                    |                                      |                                      |
| 14                                   | 12 novembre 1949                     | Pays de Galles                       | 8-16                                 | Coupe d'Europe                       | Talonneur                            | -                                    | -                                    | -                                    | -                                    |                                      |                                      |

#### Détails en club
| Saison    | Saison                                              | Championnat                                         | Championnat                                         | Coupe                                               | Coupe                                               | Sélection                                           | Sélection                                           | Sélection                                           | Sélection                                           | Sélection                                           | Sélection                                           | Sélection |
| Saison    | Saison                                              | Comp.                                               | Class.                                              | Comp.                                               | Class.                                              | Comp.                                               | M                                                   | Pts                                                 | Ess.                                                | Buts                                                | Dp.                                                 |           |
| --------- | --------------------------------------------------- | --------------------------------------------------- | --------------------------------------------------- | --------------------------------------------------- | --------------------------------------------------- | --------------------------------------------------- | --------------------------------------------------- | --------------------------------------------------- | --------------------------------------------------- | --------------------------------------------------- | --------------------------------------------------- | --------- |
| 1935-1936 | S.A. Villeneuve                                     | Championnat de France                               | 1/4 finale                                          | Coupe de France                                     | Finaliste                                           |                                                     |                                                     |                                                     |                                                     |                                                     |                                                     |           |
| 1936-1937 | S.A. Villeneuve                                     | Championnat de France                               | 7e                                                  | Coupe de France                                     | Vainqueur                                           |                                                     | 1                                                   | -                                                   | -                                                   | -                                                   | -                                                   |           |
| 1937-1938 | S.A. Villeneuve                                     | Championnat de France                               | Finaliste                                           | Coupe de France                                     | Finaliste                                           | CE                                                  | 4                                                   | 3                                                   | 1                                                   | -                                                   | -                                                   |           |
| 1938-1939 | S.A. Villeneuve                                     | Championnat de France                               | Finaliste                                           | Coupe de France                                     | 1/4 finale                                          | CE                                                  | 2                                                   | -                                                   | -                                                   | -                                                   | -                                                   |           |
| 1940-1945 | Interdiction du rugby à XIII, passage au rugby à XV | Interdiction du rugby à XIII, passage au rugby à XV | Interdiction du rugby à XIII, passage au rugby à XV | Interdiction du rugby à XIII, passage au rugby à XV | Interdiction du rugby à XIII, passage au rugby à XV | Interdiction du rugby à XIII, passage au rugby à XV | Interdiction du rugby à XIII, passage au rugby à XV | Interdiction du rugby à XIII, passage au rugby à XV | Interdiction du rugby à XIII, passage au rugby à XV | Interdiction du rugby à XIII, passage au rugby à XV | Interdiction du rugby à XIII, passage au rugby à XV |           |
| 1945-1946 | U.S. Villeneuve                                     | Championnat de France                               | ?                                                   | Coupe de France                                     | 1/2 finale                                          | CE                                                  | 1                                                   | -                                                   | -                                                   | -                                                   | -                                                   |           |
| 1946-1947 | RC Marseille                                        | Championnat de France                               | 8e                                                  | Coupe de France                                     | 1/4 finale                                          |                                                     |                                                     |                                                     |                                                     |                                                     |                                                     |           |
| 1947-1948 | RC Marseille                                        | Championnat de France                               | 1/2 finale                                          | Coupe de France                                     | Vainqueur                                           | CE                                                  | 4                                                   | -                                                   | 2                                                   | -                                                   | -                                                   |           |
| 1948-1949 | RC Marseille                                        | Championnat de France                               | Vainqueur                                           | Coupe de France                                     | Vainqueur                                           | CE                                                  | 2                                                   | -                                                   | -                                                   | -                                                   | -                                                   |           |
| 1949-1950 | RC Marseille                                        | Championnat de France                               | Finaliste                                           | Coupe de France                                     | 1/2 finale                                          |                                                     |                                                     |                                                     |                                                     |                                                     |                                                     |           |
| 1950-1951 | Toulon XIII                                         | Championnat de France                               | 14e                                                 | Coupe de France                                     | 1/8 finale                                          |                                                     |                                                     |                                                     |                                                     |                                                     |                                                     |           |
| 1951-1952 | Celtic de Paris                                     | Championnat de France                               | 10e                                                 | Coupe de France                                     | 1/8 finale                                          |                                                     |                                                     |                                                     |                                                     |                                                     |                                                     |           |
| 1952-1953 | Celtic de Paris                                     | Championnat de France                               | 7e                                                  | Coupe de France                                     | 1/2 finale                                          |                                                     |                                                     |                                                     |                                                     |                                                     |                                                     |           |